# Лурье, Олег Анатольевич
Оле́г Анато́льевич Лурье́ (3 мая 1963, Харьков) — российский и израильский писатель и журналист, специализирующийся на журналистских расследованиях. Один из создателей газеты «Версия». В прошлом — обозреватель отдела расследований холдинга «Совершенно секретно», специальный корреспондент отдела расследований «Новой газеты», специальный корреспондент отдела расследований «Экспресс-газеты», шеф-редактор ООО «Издательский дом «Час-Медиа», издатель журнала «Вслух о...». 
Автор резонансных публикаций о «Деле Bank of New York», компании «Мабетекс», а также ряда других компаний, политиков и бизнесменов, — не во всём корректных, но вызывавших даже возбуждение уголовных дел.

## Биография
Родился 3 мая 1963 года в г. Харькове Украинской ССР в семье учёного-гидрогеолога, доктора геолого-минералогических наук, профессора Анатолия Ионовича Лурье. Мать — Адиля Измайловна Ширинская, инженер-машиностроитель. В школьные годы увлекался скульптурой и живописью. Изучал историю искусств и планировал стать искусствоведом. В 1977 году вступил в комсомол, в 1978 был исключён из его рядов за «поведение, несоответствующее комсомольцу». Журналистикой начал заниматься в 17 лет. Первые публикации появилась в 1980 году в харьковской газете «Красное Знамя».
С 1981 по 1984 годы проходил срочную военную службу на спасательном судне «Алтай» на Северном флоте ВМФ СССР — в специальной водолазной группе Аварийно-спасательной службы, занимавшейся спасением и подъёмом аварийных атомных подводных лодок.
В 1988 г. окончил филологический факультет Харьковского государственного университета, отделение русской литературы.
В 1989 году уехал в Канаду, в город Торонто, где прожил один год. Работал сначала консультантом в отделе русской литературы в книготорговой компании «White Way Enterprise», позднее стал совладельцем данной компании.
В 1990 году вернулся в СССР и создал компанию по организации гастрольных туров звёзд советского рока и эстрады. Работал с Ларисой Долиной, Владимиром Кузьминым, Александром Барыкиным, Сергеем Пенкиным и др.
В 1992 году переехал из Харькова на постоянное место жительства в Москву. В 1993-94 гг. работал директором программ у народной артистки РФ Ларисы Долиной.
В 1994 году создал и возглавил Международный славянский благотворительный фонд, проводивший различные благотворительные концерты с участием звёзд мировой эстрады.
С 1996 по 1997 год по приглашению В. В. Жириновского работал в пресс-службе фракции ЛДПР в Государственной Думе РФ.
В декабре 1997 г. неудачно баллотировался в Московскую городскую Думу по избирательному округу № 22 (был выдвинут избирательным объединением «Московская городская организация Либерально-демократической партии России»).
В 1998 году стал специальным корреспондентом отдела расследований «Экспресс-Газеты». В 1999 году работал обозревателем отдела расследований газеты «Совершенно Секретно», в это же время принимал участие в создании газеты «Версия» вместе с Артемом Боровиком и Рустамом Арифджановым, в которой впоследствии работал также в отделе расследований. В 2000 году стал обозревателем отдела расследований «Новой газеты», в 2001 году стал ведущим постоянной рубрики «Новой газеты» — «Лурье ответит». В это же время сотрудничал с ведущими американскими изданиями, в том числе с «U.S. News & World Report». Также в 2001 году стал автором идеи и совладельцем информационного домена Corruption.ru (сайт о коррупции в российских органах власти).
В 2003 году получил второе высшее образование по специальности экономист в Российском новом университете (РосНОУ).
В 2003—2004 гг. создал и возглавил в качестве шеф-редактора журнал «Вслух о..» и одноимённый сайт. С 2004 по 2005 год работал главным редактором журнала «ВВП (Валовой внутренний продукт)».
В 2005 году создал и возглавил молодёжный журнал «JEANS — территория свободы».
С 2005 по 2008 год занимался непосредственно своими проектами, перечисленными выше и публиковался в различных СМИ в качестве журналиста-фрилансера.
В декабре 2017 года выдвинут инициативной группой в качестве кандидата в Президенты Российской Федерации. 25 декабря 2017 года решением Центральной избирательной комиссии (ЦИК) России  был снят с намеченных на 2018 год выборов в связи с тем, что на момент их проведения не прошло десяти лет со снятия судимости.
В настоящее время является независимым журналистом, специализирующимся на журналистских расследованиях. Сотрудничает с газетами «Версия», «Новые известия», «Независимая газета», «Комсомольская правда», «Московский комсомолец», «Экспресс-газета» и многими другими российскими и зарубежными изданиями. Ведет блоги в oleglurie-new.livejournal.com, zen.yandex.ru/profile/editor/oleglurie, сайт oleglurye.com. телеграм-канал Олега Лурье (https://t.me/oleglurie). Регулярно участвует в качестве эксперта в программе Владимира Соловьева «Полный контакт» на радио «Вести ФМ», а также в телепрограммах «Первого канала», «Россия-1», «Россия-24», «Рен ТВ», «НТВ», «ТВЦ», «Звезда», «Царьград», радио Sputnik и других.

## Публикации

### Расследования и статьи
В период 1999—2003 опубликовал серию журналистских расследований об отмывании денег через «Bank of New York», («Дело BONY»). В 1999 году в американском издании U.S. News & World Report опубликовал журналистское расследование о причастности ближайших родственников президента Бориса Ельцина к махинациям с принадлежащей Абрамовичу компанией «Сибнефть» и последующему отмыванию денег через Bank of New York. Речь шла о Татьяне Дьяченко и её бывшем муже Александре Дьяченко.
В 1999—2000 годах расследовал деятельность Управления делами Президента РФ в так называемом «Деле Мабетекс» о хищениях и многомиллионных «откатах» во время ремонта Кремля и других объектов. Результатом его журналистского расследования стало увольнение управляющего делами президента Павла Бородина.
В апреле 2000 года в «Новой газете» и других изданиях опубликовал журналистское расследование о деятельности тогда ещё премьер-министра России Михаила Касьянова, выдвинув неприятную для премьера версию истории с откатами в размере двух процентов за подпись. В этой статье Лурье впервые назвал Касьянова «Миша Два процента», впоследствии это прозвище неоднократно цитировалось, в том числе Президентом России В. В. Путиным.
В 2000 году опубликовал ряд журналистских расследований о деятельности главы президентской администрации Александра Волошина.
В 1999—2000 годах совместно с журналистами из U.S. News & World Report занимался журналистским расследованием хищения 4,7 млрд долларов кредита МВФ, выданного России для укрепления рубля за месяц до дефолта августа 1998 года. Лурье удалось выяснить кто, когда и каким образом украл эти деньги, которые могли бы отчасти спасти Россию от дефолта.
В 2000 году взял интервью у генерального прокурора Женевы Бертрана Бертосса, который в то время вёл расследование «Дела Мабетекс», «Дела BONY» (Bank of New York) и истории с хищением выданных России миллиардов долларов Международного валютного фонда.
Олег Лурье — автор журналистских расследований о деятельности оппозиционных политиков: Алексея Навального, Бориса Немцова, Михаила Ходорковского и др.; бывших руководителей различного ранга: бывшего управделами президента РФ Владимира Кожина, бывшего главы РосНАНО Анатолия Чубайса, бывшего вице-губернатора Санкт-Петербурга Игоря Албина, бывшего министра обороны РФ Анатолия Сердюкова, бывшего главы МЧС РФ Владимира Пучкова; бизнесмена Бориса Минца, руководителя программы КВН Александра Маслякова и других.

### Дело Магнитского
Олег Лурье был единственным журналистом, который дважды общался с Сергеем Магнитским в СИЗО «Бутырка», после смерти которого в США и ряде других странах был принят «Закон Магнитского». По словам Лурье, Сергей Магнитский за несколько месяцев до своей смерти предоставил ему информацию и факты о тех, кто «бросил его в СИЗО» и кому «он (Магнитский) нужен мертвым», обвинив своего бывшего работодателя главу компании Hermitage Capital Уильяма Браудера, обвинённого в РФ в мошенничестве, сокрытии налогов и создании преступного сообщества.
Олег Лурье является основным свидетелем обвинения в отношении Уильяма Браудера, которого российское следствие обвиняет в мошенничестве, сокрытии налогов и создании преступного сообщества и подозревает в заказе и организации ряда убийств, включая и Сергея Магнитского. Также Олег Лурье 8 октября 2015 года дал под присягой свидетельские показания в суде Южного округа Нью-Йорка (США).

### Книги
В 2002 году вышла книга «Украденная Россия: журналистские расследования».
В 2021 году Олег Лурье выпустил «Зеркало над бездной» — книгу, созданную, по определению самого Лурье, в жанре «романа-версии», сочетающего художественные элементы и факты из реальных и известных событий. Авторская трактовка исторический событий в корне отличается от официальных версий. Так, например, в книге Лурье Джона Кеннеди убил не Ли Харви Освальд, а женщина — профессиональный снайпер; атаки на 9 сентября координировались всего в километре от башен-близнецов; покушение на Папу Римского Иоанна Павла II готовилось с целью спрятать миллиардные банковские аферы и т.д..
В 2021 году роман Олега Лурье «Зеркало над бездной» был опубликован на английском языке в США и Великобритании под названием A Mirror Above the Abyss и попал в чарты лучших политических триллеров США, получив большое количество положительных рецензий и отзывов в СМИ США и Великобритании. Роман занимает высокие позиции в крупнейших книготорговых сетях США, Канады, Великобритании, Индии и Австралии.

## Нападение
16 декабря 2000 года в Москве на Лурье было совершено нападение. Врачи Первой Городской больницы зафиксировали у него повреждения средней степени тяжести. Нападение было совершено пятью неизвестными возле гаража рядом с его домом. Грабёж не был мотивом нападения, поскольку нападавшие не взяли ни денег, ни его личных вещей. На следующий день после нападения неизвестные позвонили редактору отдела расследований «Новой газеты» и непосредственному начальнику Лурье Георгию Рожнову и сказали: «Ну что, видишь, как бывает? Делай выбор». За день до нападения Лурье выступил в программе НТВ «Глас народа» с резкой критикой Администрации президента и некоторых олигархов. Именно с этим обстоятельством и связывали нападение многие журналисты и депутаты. В частности, политик и журналист-расследователь Юрий Щекочихин называл нападение на Лурье «акцией устрашения журналистов, которые исповедуют принципы свободы слова». По факту нападения было возбуждено уголовное дело, но нападавшие так и не были найдены.

## Уголовные дела

### Дело «о вымогательстве»
26 января 2008 года Олег Лурье был арестован по подозрению в совершении преступлений, предусмотренных ч. 2 и ч. 3 статьи 163 УК РФ (вымогательство) и ч. 3 статьи 159 УК РФ (мошенничество), совершённых в отношении члена Совета Федерации Владимира Слуцкера. По версии обвинения, Лурье требовал у сенатора 20 тысяч долларов за непубликацию, а также снятие с ряда сайтов материалов, компрометирующих Слуцкера и его тогдашнюю супругу Ольгу Слуцкер, а именно материалов об убийстве в 2005 году экс-генерала ФСБ Анатолия Трофимова, работавшего советником в корпорации «Финвест», совладельцем которой был Слуцкер.
В связи с проведением следствия возникли вопросы о несоответствии доходов и имущества Лурье. «Интерфакс», ссылаясь на неназванный источник в правоохранительных органах, писал о возможном несоответствии доходов и имущества Лурье. Однако никаких уголовных дел о неуплате налогов в отношении Лурье возбуждено так и не было.
Своей вины ни на следствии, ни в суде не признал, называя дело заказным и связанным не с самим Слуцкером, а с публикациями «трёх-четырёхлетней давности». По его словам, $50 тыс. у Ольги Слуцкер просило его издание Jeans за рекламу её же фитнес-центров. Владельцы интернет-сайтов «Компромат», «Антикомпромат» и «Stringer» в своих показаниях указывали на то, что материалы для публикации, касающиеся Слуцкера и его супруги, были получены не от Лурье.
10 марта 2009 был приговорён Тверским судом г. Москвы к восьми годам лишения свободы в колонии строгого режима с выплатой компенсации потерпевшим в размере 200 тыс. рублей. 27 июля 2009 судебная коллегия Московского городского суда, рассмотрев кассационную жалобу Лурье и его защиты, изменила приговор Тверского районного суда, квалифицировав действия подсудимого по статье «вымогательство» одним составом преступления (ч. 3 ст. 163 УК РФ) и снизив срок наказания до 4 лет лишения свободы, применив ст. 64 УК РФ — «ниже низшего предела».
Чуть более полутора лет с момента ареста Лурье провёл в «Бутырской тюрьме», более года из которых — на так называемом «Воровском продоле» (спецблоке усиленного режима для воров в законе, особо опасных преступников и рецидивистов). Неоднократно содержался в карцере и был поставлен на спецучёт «за дезорганизацию работы следственного изолятора». После вступления приговора в законную силу был этапирован в колонию строгого режима в Заполярье, где провёл ещё полтора года до возбуждения второго уголовного дела.

### Дело «о клевете на следователя»
В 2010 году в отношении Лурье было возбуждено второе уголовное дело по ч. 3 ст. 298 УК РФ (клевета в отношении судьи, присяжного заседателя, прокурора, следователя…), предусматривавшей наказание в виде лишения свободы на срок до четырёх лет. Потерпевшим проходил следователь по особо важным делам Следственного комитета при МВД РФ подполковник А. В. Кисин, который расследовал первое дело Лурье. Согласно материалам дела, в мае 2008 года Лурье, находясь в СИЗО, написал «Открытое письмо следователю Следственного комитета при МВД РФ подполковнику Кисину А. В.», которое было опубликовано с помощью посредников на ресурсе LiveJournal. В данном письме Лурье заявлял, что следователь «полностью сфальсифицировал» уголовное дело в отношении него, «наполнил его грубо сработанными фальшивками и макулатурой», «выполнял заказ» и пр. Обвинение настаивало, что информация, содержащаяся в данном письме, не соответствует действительности и порочит честь и достоинство следователя.
В начале 2011 года Лурье этапирован в Москву для проведения следственных мероприятий. По окончании следствия потребовал рассмотрения его дела с участием присяжных заседателей. Вины не признал, заявив, что «он действительно автор данного письма, но в этом письме нет ни слова клеветы». На первом судебном заседании по данному делу, состоявшемся в мае 2011 г., судья Елена Гученкова вынесла решение о возвращении материалов дела в прокуратуру для устранения нарушений УПК РФ, допущенных при составлении обвинительного заключения. После их устранения дело было направлено в суд на новое рассмотрение. Судебный процесс с участием коллегии присяжных заседателей длился несколько дней.
21 сентября 2011 года Лурье был единодушно оправдан коллегией присяжных заседателей. 23 сентября судья Московского городского суда Олег Гайдар огласил оправдательный приговор, указав, что Лурье оправдан «по предъявленным обвинениям ввиду отсутствия в его действиях состава преступления и в связи с оправдательным вердиктом присяжных заседателей». За журналистом было признано право на реабилитацию и компенсацию ему от государства причинённого вреда. Сторона обвинения обжаловала оправдательный приговор в Верховном суде РФ.
19 декабря 2011 г. Верховный суд РФ отказал в удовлетворении кассационного представления прокуратуры и признал законным оправдательный приговор в отношении Лурье.

### Освобождение
Во время отбывания наказания Лурье дважды подавал прошение об условно-досрочном освобождении, ни одно из которых не было удовлетворено.
После оправдания по второму делу находился в следственном изоляторе № 5 Москвы ещё три месяца, отбывая наказание по первому делу.
23 декабря 2011 года президиум Московского городского суда изменил приговор по первому делу в связи с поправками в законодательство и снизил срок наказания на один месяц, после чего Лурье был освобождён.

## Семья
Отец — Анатолий Ионович Лурье, гидрогеолог, доктор геолого-минералогических наук, профессор и заведующий кафедрой гидрогеологии Харьковского национального университета.
Мать — Адиля Измайловна Ширинская, инженер-машиностроитель.
Жена — Людмила Николаевна Лурье (Коснырева), юрист (в разводе).
Вторая жена — Наталья Лурье.